# Cattedrale di San Nicola (Karlovac)
La cattedrale di San Nicola (in serbo:Саборна црква Светог Николе у Карловцу) si trova a Karlovac, in Croazia, ed è la cattedrale ortodossa dell'eparchia di Gornji Karlovac.

## Storia
La comunità ortodossa serba locale ottenne l'autorizzazione per la costruzione della cattedrale nel 1784 ed i lavori poterono iniziare l'anno seguente, per terminare nel 1787.
L'edificio, eretto in forme barocche, fu consacrato a San Nicola e aprì al culto nel 1803.

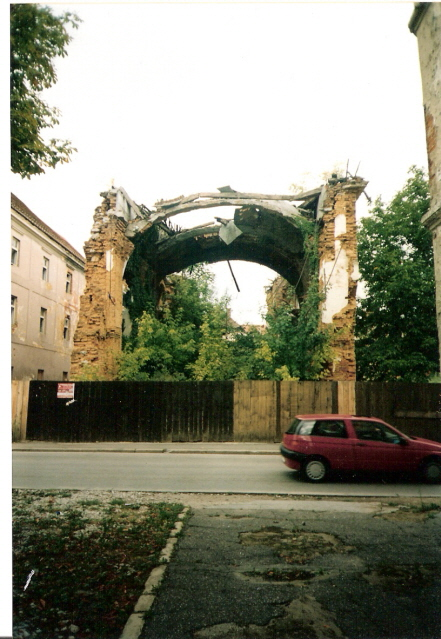
2005 Resti dell'edificio nel 2005

La chiesa fu devastata durante la seconda guerra mondiale e poi di nuovo nel 1991, durante la guerra in Croazia. In seguito la chiesa fu ripetutamente sacchegiata e bombardata fino alla distruzione finale nel 1993.
Nel 2007 la cattedrale venne ricostruita nelle forme precedenti.